# Фріске Маррен
Фріске Маррен (нід. De Friese Meren, фриз. De Fryske Marren) — громада в провінції Фрисландія (Нідерланди). Вона була створена 1 січня 2014 року і складається з колишніх громад Гастерлан-Слеат, Лемстерланд, Скарстерлан і частин громади Боанстерхім, всі чотири з яких були розформовані в той же день.

## Назва
У законі, згідно з яким була створена громада, для неї спочатку було вказано ім'я Фрізе Мерен (нід. De Friese Meren). Це те ж саме ім'я, яке було запропоновано громаді за первісним планом її концепції, представленому громадами-попередниками: Гастерлан-Слеат, Лемстерланд і Скарстерлан. Ця нідерландське назва означає «Фризькі озера», і посилається на багато озер на цій території. Згідно із законом будь-яка громада в Нідерландах може змінити свою назву на вимогу як мінімум за один рік; відповідно, як і ім'я офіційного муніципального вебсайту, його ім'я могло бути змінено з Фризе Мерен на інше ім'я починаючи з 1 січня 2015 року, через рік після його створення. 1 липня 2015 року громада була офіційно перейменована в Фріске Маррен (фриз. De Fryske Marren).

## Географія
Територія громади займає 549,10 км², з яких 351,29 км² — суша і 197,81 км² — водна поверхня. Станом на лютий 2020 року у громаді мешкає 51 595 особи.

### Населені пункти муніципалітету
Міста
- Леммер
- Слотен
- Яуре

Села
- Акмарейп
- Аувстер-Неєга
- Аувстергауле
- Аудега
- Аудегаске
- Аудемірдюм
- Бакгейзен
- Балк
- Бантега
- Борнзваг
- Брук
- Вегелінсорд
- Вейкел
- Гаскергорне
- Гойнгарейп
- Гаріх
- Дейкен
- Делфстрагейзен
- Доніага
- Елагейзен
- Естерга
- Ехтен
- Ехтенербрюг
- Ідскенгейзен
- Колдерволде
- Лангвер
- Легемер
- Мірнс
- Неєгаске
- Неємірдюм
- Олдеаувер
- Остерзе
- Рейгагейзен
- Рейс
- Рогел
- Ротстергауле
- Ротстергаст
- Роттюм
- Сінт-Ніколасга
- Сінтйоганнесга
- Снікзваг
- Сондел
- Схарстербрюг
- Тергорне
- Теркапле
- Теруле
- Тьєркгаст
- Фоллега

## Визначні мешканці
- Йорріт Бергсма (нар. 1986 в Олдеборні) — нідерландський ковзаняр, Олімпійський чемпіон 2014 року
- Епке Зондерланд (нар. 1986 у Леммері) — нідерландський гімнаст, олімпійський чемпіон
- Маріт Боувместер (нар. 1988 у Вартені) — нідерландська яхтсменка, олімпійська медалістка
- Шинкі Кнегт (нар. 1989 у Бантезі) — нідерландський ковзаняр, спеціаліст зі шорт-треку, олімпійський медаліст